# Vinland Saga
Vinland Saga (ヴィンランド・サガ Vinrando Saga?) är en mangaserie skriven och tecknad av Makoto Yukimura. Den ges ut av Kōdansha i magasinet Gekkan Afternoon sedan december 2005. Den har också publicerats i Shūkan Shōnen Magazine. Serien utspelar sig under vikingatiden och kretsar kring den isländske vikingen Thorfinn som svär att hämnas sin fars död. Yukimura hämtade inspiration från historiska händelser och personer under den här tiden och gjorde även flera resor till Island för mer faktabakgrund till serien. En anime visades på NHK General TV och Prime Video i juli 2019 till december 2019.

## Utgivning
Vinland Saga är skapad av Makoto Yukimura och har givits ut veckovis av Kōdansha i Shūkan Shōnen Magazine från april 2005 till oktober samma år, då även serien tog en paus. I december 2005 togs serien upp av det månatliga magasinet Gekkan Afternoon där den pågår fortfarande. Den har också släppts i tankōbon-volymer, än så länge finns det 23 volymer. Kodansha USA publicerar den engelskspråkiga översättningen av mangan.
I november 2019 meddelade Yukimura att serien har gått in i sitt avslutande skede.

## Anime
En anime baserad på serien sändes från den 7 juli 2019 till den 29 december 2019 på NHK General TV och Prime Video. Den innehöll 24 avsnitt och animerades av Wit Studio, med regi av Shūhei Yabuta.